# Cormenon
Cormenon ist eine Gemeinde mit 690 Einwohnern (Stand: 1. Januar 2022) im französischen Département Loir-et-Cher in der Region Centre-Val de Loire. Sie gehört zum Kanton Le Perche (bis 2015: Kanton Mondoubleau) und zum Arrondissement Vendôme. 

## Geographie
Cormenon liegt etwa 55 Kilometer nordwestlich von Blois.
Die Gemeinde grenzt an Mondoubleau im Norden, an Choue im Osten und Nordosten, an Le Temple im Südosten, an Sargé-sur-Braye im Süden und Westen sowie Baillou im Nordwesten.

## Bevölkerungsentwicklung
| Jahr                       | 1962 | 1968 | 1975 | 1982 | 1990 | 1999 | 2006 | 2017 |
| -------------------------- | ---- | ---- | ---- | ---- | ---- | ---- | ---- | ---- |
| Einwohner                  | 557  | 655  | 756  | 733  | 717  | 690  | 694  | 690  |
| Quellen: Cassini und INSEE |      |      |      |      |      |      |      |      |

## Sehenswürdigkeiten
- Kirche Saint-Pierre